# 弗蘭德雷斯灣
弗蘭德雷斯灣（法語：Baie Flandres）是南極洲的海灣，位於葛拉漢地西岸，處於雷納德角和威廉斯角之間，比利時的探險隊在1898年首次踏足該海灣。
65°2′S 63°20′W / 65.033°S 63.333°W